# Gliser
Gliser ali hidrogliser (ang. hydrofoil) je vodno plovilo, ki se pri večji hitrosti dvigne iz vode in na krilcih ali z zadnjim delom drsi po gladini. Gliser uporablja hidrodinamične vzgonske površine za zmanjšanje vodnega upora pri velikih hitrostih. 
Hidrodinamične vzgonske površine so na videz in po delovanju precej podobne letalskemu krilu. Sprva je plovilo deloma potopljeno, ko se poveča hitrost, pa se skoraj povsem dvigne nad vodno gladino. Ta konfiguracija precej zmanjša vodni upor in tako lahko plovilo doseže precej večje hitrosti kot konvencionalna vodna plovila.
Prvi gliserji so uporabljali krilca v obliki V, modernejši pa krilca v obliki obratne črke T – slednja so povsem potopljena. Ker so povsem potopljena, je vožnja bolj udobna v valovitem morju. Je pa ta oblika manj stabilna; treba je stalno spreminjati vpadni kot krilc.
Italijanski izumitelj Enrico Forlanini se je začel ukvarjati z gliserji leta 1898.